# Іуда Фаддей
Іуда Фаддей, також Іуда Яковів, Тадей, Юда Фаддей, Юда не Іскаріотський (івр. יהודה תדיאוס, грец. Ιούδας Θαδδαῖος, лат. Ivdas Thaddevs) — один із дванадцяти апостолів Ісуса Христа (Мр. 3. 18), (Лк. 6. 16). Не слід плутати його з Юдою Іскаріотським, який зрадив Ісуса.

## Євангелія
Юда Фадеїв був обраний Христом одним із дванадцяти апостолів та згаданий у всіх чотирьох Євангеліях та Діяннях апостолів.
- У Євангелії від Матвія (Мт.10:3) та в Євангелії від Марка (Мк.3:18) згадується просто апостол з іменем Тадей, який є на думку більшості дослідників Юдою Тадеєм.
- У Євангелії від Луки (Лк. 6:16) та Діянях Апостолів (Дії 1:13) згаданий у списку апостолів за іменем «Юда, (син) Якова»
- Іван Богослов у Євангелії від Іоанна розповідаючи про перебіг Тайної вечері називає його «Юда ж — не Іскаріотський» та передає запитальні слова апостола до Ісуса Христа: «Господи, що таке сталося, що не світові, а нам ти себе об'явиш?»[1]. На що Ісус йому відповідає «Коли хтось мене любить, то й слово моє берегтиме і злюбить його мій Отець…»[2]

## Християнська традиція
У середні віки Тадея ототожнювали як брата святого апостола Якова Алфеївого, або Якова Меншого, мати якого, Марія Клеопова, приходилася сестрою Матері Ісуса. Отже, таким чином Яків Алфеїв був Діві Марії небожем (племінником), а Ісусові — двоюрідним братом. Тадей, природно, теж один із братів Ісуса Христа. Ці висновки частково підтверджуються словами «Юда, слуга Ісуса Христа, брат Якова,..» з Послання Юди — однієї з книг Нового Заповіту і авторство якого приписується апостолу Тадею.
Про його життя і діяльність ми знаємо дуже мало. Відомо лише, що Тадей вірно служив Господеві. Він проповідував Євангеліє спершу в Юдеї, Галілеї, Самарії, Ідумеї, потім в Аравії, Сирії, Месопотамії, а під кінець у Персії та Вірменії.
Закінчив Тадей своє життя у муках. Його повісили на дереві, а потім стріляли у нього стрілами.
За переданням на могилі святого Тадея збудований вірменський Монастир Святого Тадея, що розташований поблизу міста Маку у провінції Західний Азербайджан в Ірані.

## Вшанування пам'яті
На честь нього названий Монастир Святого Тадея у Вірменії.

## Канонізація
Канонізований ще першими християнами.

## Галерея

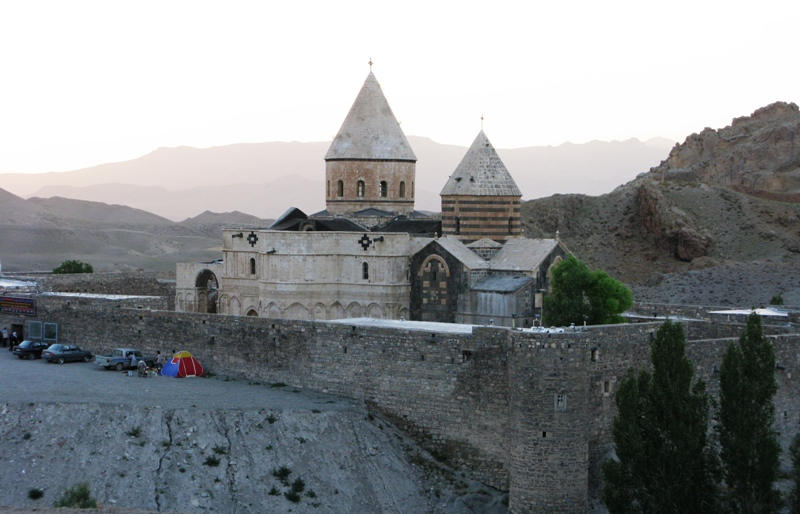
Монастир Святого Тадея
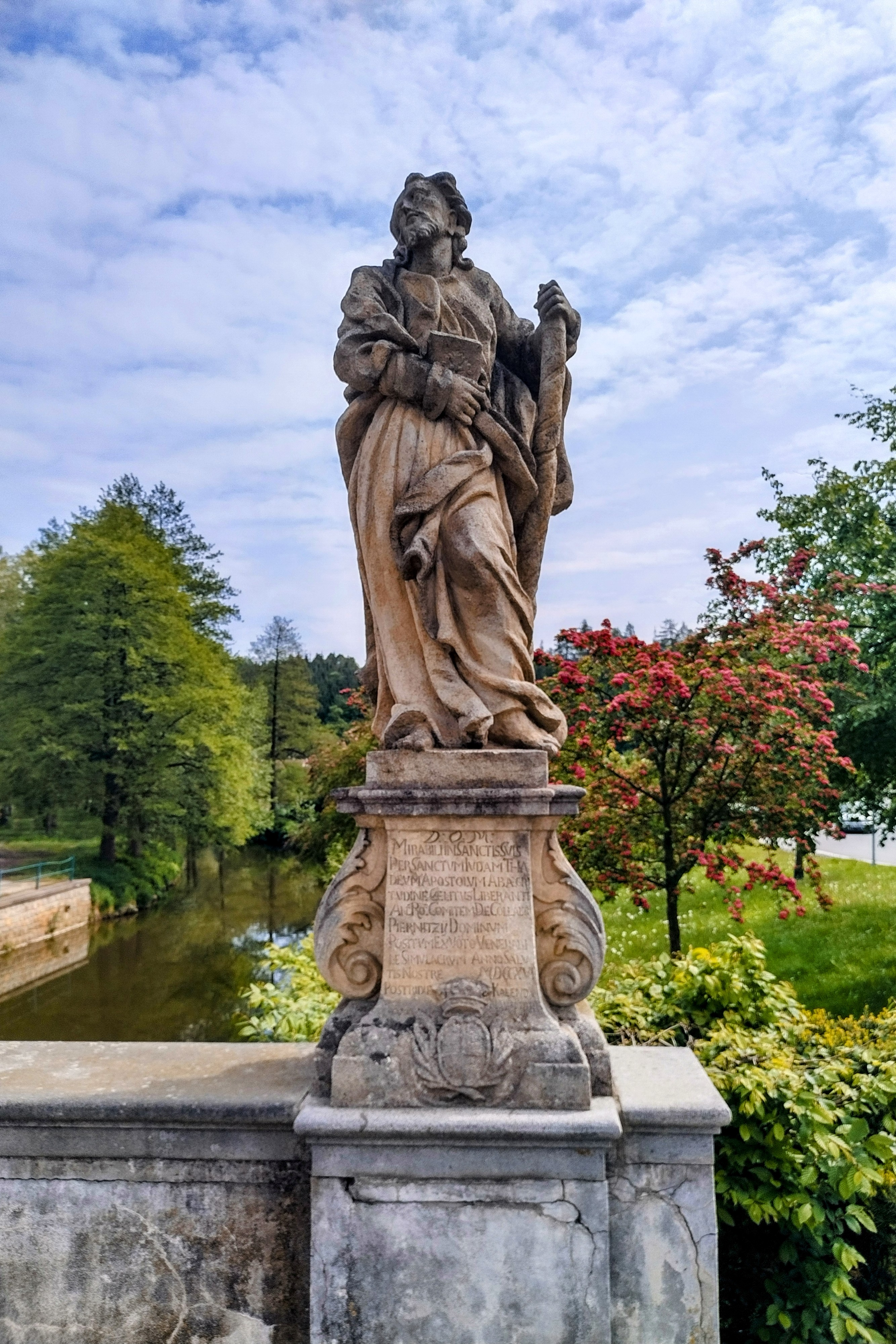
Статуя Апостолу Тадею на Єврейському мості Бртніце (Чехія)